# Opole

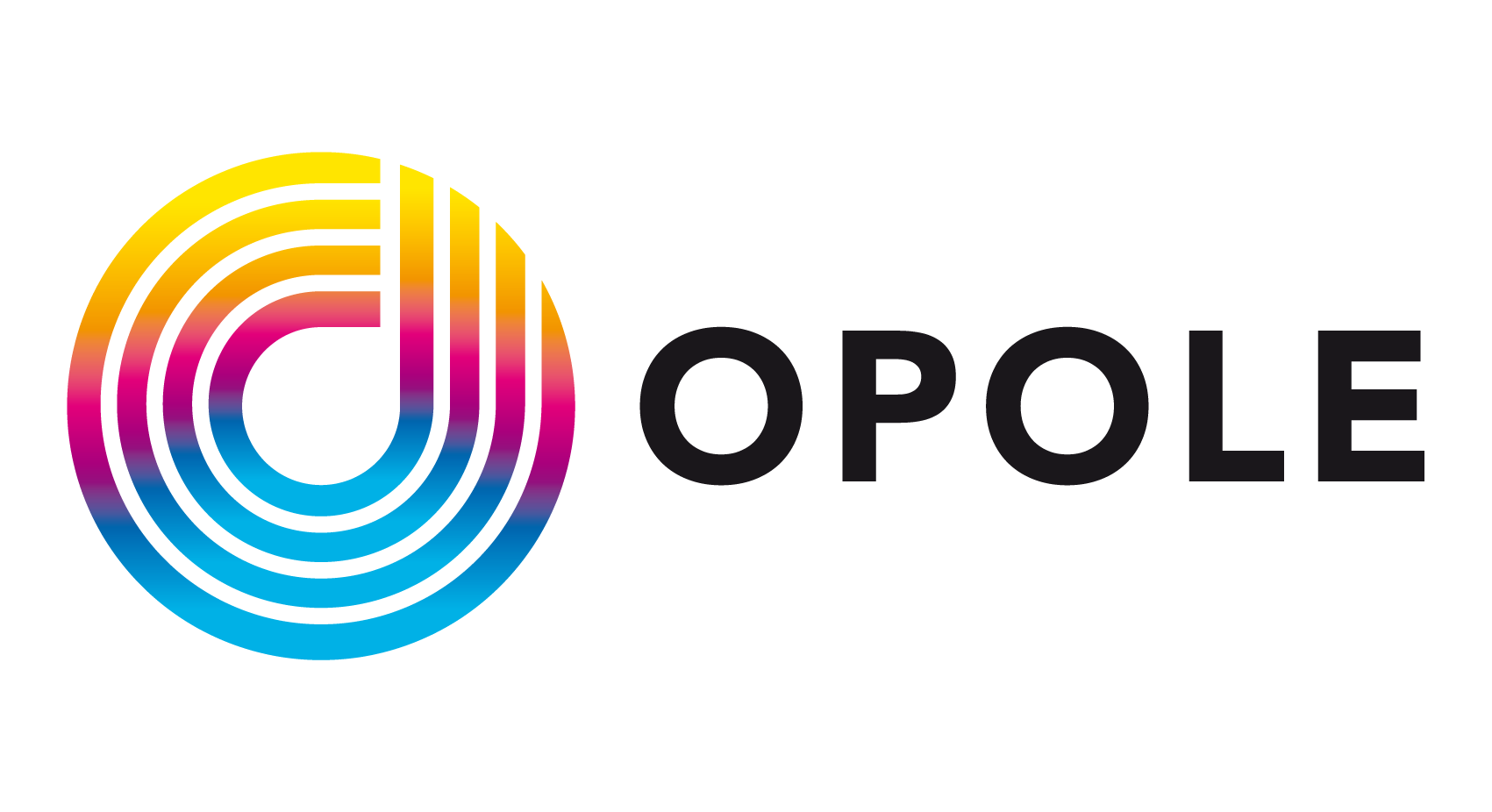
Logo

Opole (in slesiano Uopole, in tedesco Oppeln, in ceco Opolí) è una città polacca nel voivodato di Opole. Ricopre una superficie di 96,55 km² e nel 2019 contava 128 035 abitanti.

## Geografia fisica
Si trova nel sudovest del paese, sulle rive del fiume Oder, nella regione geografica della Slesia, tra Breslavia e Katowice.

## Storia
Opole è stato a lungo il centro principale dell'Alta Slesia, nell'ambito del Sacro Romano Impero. Con la guerra di successione austriaca entrò nel Regno di Prussia e tra le due guerre mondiali fu capoluogo della provincia dell'Alta Slesia. Alla fine della seconda guerra mondiale passò alla Polonia.

## Cultura

### Università
In città si trovano l'Università di Opole (con la prima facoltà cattolica di tutta la Polonia), il Politecnico, una scuola di arte e musica così come diversi istituti scientifici.

### Musei
- Museo diocesano (Muzeum Diecezjalne)
- Museo della Slesia di Opole (Muzeum Śląska Opolskiego)

### Musica
A Opole dal 1963 si svolge ogni anno il Festival nazionale della canzone polacca.

## Geografia antropica
È sede di una diocesi cattolica ed è il centro della regione dove è presente la minoranza tedesca in Polonia.

## Amministrazione

### Gemellaggi
- Potsdam, dal 1973
- Székesfehérvár, dal 1978
- Kuopio, dal 1980
- Mülheim an der Ruhr, dal 1989
- Alytus, dal 1993
- Roanoke, dal 1994
- Agioi Anargyroi (Attica), dal 1996
- Bonn, dal 1997
- Bruntál, dal 1997
- Carrara, dal 2000
- Grasse, dal 2000
- Ingolstadt, dal 2005
- Viareggio, dal 2006